# Piz Albana
Le piz Albana est un sommet de la chaîne de l'Albula en Suisse, dans les Grisons.
Culminant à 3 098 m d'altitude, il se situe en Haute-Engadine à côté du piz Julier. Son accès est possible par l'Alp Güglia (2 161 m) ou par le village de Champfer. Cet accès passe par le col (2 869 m) qui se trouve entre le piz Julier et le piz Albana.